# 與那嶺啓
與那嶺 啓（よなみね けい、1988年5月23日 - ）は、琉球放送のアナウンサー。

## 経歴・人物
沖縄県北谷町出身。
沖縄県立球陽高等学校、慶應義塾大学総合政策学部卒業後、2012年琉球放送に入社。
高校時代に全九州高等学校英語ディベート大会で優勝した経歴がある。
趣味はハロプロの情報収集、アメリカ中古家具屋巡り、一人旅。

## 現在の出演番組
テレビ
- RBC NEWS Link (月・火・水担当、2021年3月 - )
- うちなー企業調査隊 (2016年4月30日 - )
- RBC NEWS Link FLASH
- ラジオの神回テレビで語る　MC
- JNNニュース

ラジオ
- アップ!! （火曜コーナー「わんトピ」担当）
- ジ・アナウンサーズ特命全権アナβ
- RBCニュース

## 過去の出演番組
テレビ
- RBC THE NEWS (月 - 水曜日担当、2016年1月 - 2021年3月)
- フラッシュニュース

ラジオ
- よしもと沖縄テーファーラジオ
- MUSIC SHOWER Plus+ - サブパーソナリティ（ピンチヒッターMC）
- RBCiラジオ エキサイトナイター
- 與那嶺啓のサタデーモーニング
- 沖縄BON!!
- モーニングブレイク